# Melpomene flabelliformis
Melpomene flabelliformis är en stensöteväxtart som först beskrevs av Jean Louis Marie Poiret, och fick sitt nu gällande namn av Alan Reid Smith och R. C. Moran. Melpomene flabelliformis ingår i släktet Melpomene och familjen Polypodiaceae. Utöver nominatformen finns också underarten M. f. tepuiensis.